# 網紋杜父魚
網紋杜父魚為輻鰭魚綱鮋形目杜父魚亞目杜父魚科杜父魚屬的其中一種，為亞熱帶淡水魚，分布於北美洲美國華盛頓州Snohomish河至加州Rogue河流域，體長可達10公分，棲息在礫石底質的急流區，生活習性不明。

## 擴展閱讀
維基物種上的相關：網紋杜父魚